# Хираидзуми
Хираидзуми (яп. 平泉町 Хираидзуми-тё:) — посёлок в Японии, находящийся в уезде Нисииваи префектуры Иватэ. Площадь посёлка составляет 63,39 км², население — 7907 человек (1 августа 2014), плотность населения — 124,74 чел./км².

## Географическое положение
Посёлок расположен на острове Хонсю в префектуре Иватэ региона Тохоку. С ним граничат города Итиносеки, Осю.

## Население
Население посёлка составляет 7907 человек (1 августа 2014), а плотность — 124,74 чел./км². Изменение численности населения с 1980 по 2005 годы:
| 1980 | 9253 чел. |  |
| 1985 | 9703 чел. |  |
| 1990 | 9493 чел. |  |
| 1995 | 9288 чел. |  |
| 2000 | 9054 чел. |  |
| 2005 | 8819 чел. |  |

## Символика
Деревом посёлка считается криптомерия, цветком — цветок сакуры, птицей — Cettia diphone.